# Acropora samoënsis
Acropora samoënsis är en korallart som först beskrevs av Brook 1891.  Acropora samoënsis ingår i släktet Acropora och familjen Acroporidae. Inga underarter finns listade i Catalogue of Life.